# Raimo Nieminen
Raimo Nieminen (* 17. Juni 1946 in Nivala) ist ein ehemaliger finnischer Radrennfahrer und nationaler Meister im Radsport.

## Sportliche Laufbahn
Nieminen war Bahnradfahrer. Mit dem Radsport begann er mit 14 Jahren, zuvor betrieb er Leichtathletik und Wintersport.
Bei den nationalen Meisterschaften im Bahnradsport gewann er den Titel im Sprint von 1966 bis 1971 und 1974, 1976 und 1977. Weitere Meistertitel holte er im 1000-Meter-Zeitfahren, das er 1967 und 1972 gewann. 1969 wurde er Titelträger im Zweier-Mannschaftsfahren, ebenso 1970 mit Kalevi Eskelinen sowie 1976.
Mit der Vierermannschaft gewann er die Meisterschaft in der Mannschaftsverfolgung 1970, 1972 und 1974. Den Titel im Tandemrennen gewann er mit Pentti Balk als Partner. Er stand im Kader für die finnische Olympiamannschaft 1972, scheiterte aber knapp an der Verbandsnorm für das Zeitfahren. 
Er nahm dreimal an den UCI-Bahn-Weltmeisterschaften teil. Er startete für die Vereine Vantaan Pyöräilijät und JVC Helsinki. Nieminen lebte einige Jahre in Italien, wo er auch Rennen bestritt und als Kaufmann arbeitete. 

## Berufliches
Nieminen war von 1983 bis 1991 Vorsitzender und Trainer der Bicycle Companions, später Vorsitzender der Bahnabteilung des Radsportverbandes Suomen Pyöräilyunioni ry (SPU) und Mechaniker der Nationalmannschaft. Seit Anfang der 1990er Jahre leitet er Velosport Oy, einen spezialisierten Rennradsportladen.